# Maelgwn ap Rhys
Maelgwn ap Rhys (né vers 1170 mort en 1230)  prince de Deheubarth qui règne dans le  Ceredigion pendant 32 ans d'abord du printemps de 1197 à 1198 puis de 1199 à l'automne 1230.

## Origine
Maelgwn est le 6e fils de Rhys ap Gruffydd. Dès sa jeunesse il se fait remarquer par son caractère violent et agressif et son action contribue à la dissolution du royaume de Galles du sud après la mort de son père.

## Jeunesse
En 1188 Maelgwn décide de se croiser mais son enthousiasme religieux est bref et il commence rapidement à combattre ses frères afin d'obtenir des domaines. En 1189 il est emprisonné par son père et ensuite livré par son frère Gruffydd ap Rhys II au seigneur anglo-normand William de Braose . Lorsqu'il est relâché en 1193, Maelgwn se venge de son frère et emprisonne son propre père. En 1194 Maelgwyn est banni et exilé mais après la mort de son père il revient rapidement au Deheubarth et réclame le Ceredigion comme part d'héritage.

## Seigneur de Ceredigion
Bien que Maelgwn réussisse à capturer et emprisonner son frère Gruffydd ap Rhys II avec l'aide de Gwenwynwyn ap Owain de Powys, Gruffydd retourne la situation en sa faveur et chasse Maelgwn du Ceredigion en 1198 car il avait engager son domaine au roi Jean sans Terre en le reconnaissant comme suzerain.
Dans les années suivantes Maelgwn bénéficie des morts de ses frères Maredudd et Gruffydd ap Rhys II en 1201 et organise la disparition de son 3e frère Hywel Sais en 1204. Après le décès de Gruffydd, Maelgwyn réclame ses domaines d'Ystrad Tywi et avec l'aide de son allié Gwenwynwyn il s'empare des châteaux de Dinefwr, Llandovery et Llabgadock en 1203. À partir de cette époque Maelgwn contrôle une grande partie des anciens domaines de son père.
En 1204 son frère Rhys Gryg et ses neveux Rhys et Owain les fils de Gruffydd l'expulse d'Ystrad Tywi. Plus tard dans cette même année il est chassé de Dyfed par Guillaume le Maréchal comte de Pembroke. En 1208 il est confronté à la menace que fait peser sur lui l'effondrement de l'autorité de Gwenwynwyn ap Owain et la montée en puissance de Llywelyn le Grand roi de Gwynedd. Maelgwn perd les territoires du nord du Ceredigion qu'il doit abandonner à ses neveux Rhys et Owain ap Gruffydd qui ont l'appui de LLewelyn et Malgwn doit se limiter aux domaines du sud de la rivière Aeron.
Maelgwn continue ensuite de se ranger dans le camp dont il espère obtenir le plus de bénéfices. En 1211 il soutient Jean sans Terre mais n'obtient rien en échange et redonne sa fidélité à Llywelyn le Grand. Ce dernier continue de réduire sa puissance mais lors du Conseil d'Abderdovey en 1216 Maelgwn reçoit finalement des domaines dans le nord du Dyfed et une partie de l'Ystrad Tywy en plus de son fief du Ceredigion. À la mort de son neveu Rhys en 1222 Maelgwn récupère ses domaines du nord du Ceredigion. Au cours de ses dernières années Maelgwyn cesse ses revendications territoriales et demeure fidèle à Llewelyn.
Maelgwn meurt âgé d'environ 60 ans à Llannerch Aeron et il est inhumé dans l'abbaye de Strata Florida

## Postérité
Son fils Maelgwn ap Maelgwn dit Maelgwn Fychan c'est-à-dire le Jeune lui succède comme seigneur de Ceredigion pendant 27 ans jusqu'à sa mort en 1257. Il  laisse lui-même comme enfants:  
- Rhys Ieuanc ap Maelgwn, connu également sous le nom de Rhys Fychan qui règne sur le Ceredigion pendant 14 ans jusqu'en 1271. Il laisse lui même comme héritier Rhys Wyndod ap Rhys qui lui succède pendant 12 ans avant d'être déposé en 1282[2],[3]
- Llewelyn († 1230)
- Gwenlian épouse de Llewelyn ap Maredudd
- Margaret  († 1255) épouse de Owain ap Maredudd

En dépit de leur titre de seigneurs du Ceredigion ils ne sont tous deux que des vassaux de leurs suzerains les rois de Gwynedd. Rhys Wyndod est capturé par Édouard Ier d'Angleterre en 1277. Il échappe à l'emprisonnement mais il est dépossédé de ses titres et domaines en 1282 et il termine sa vie en 1302 en servant dans l'armée anglaise.

## Sources
- (en) Mike Ashley The Mammoth Book of British Kings & Queens (England, Scotland and Wales) Robinson London (1998) (ISBN 1841190969) « Maelgwn ap Rgys » p. 342-343.